# Неготино (община)
Неготино (макед. Општина Неготино) — община в Северной Македонии. Расположена на юге страны. Население составляет 13284 человека (2015 год).
Административный центр — город Неготино.
Площадь территории общины 426,46 км².
Этническая структура населения в общине по переписи 2015 года:
- македонцы — 12,287 (92.5%);
- сербы — 439 (3.3%);
- цыгане — 318 (2.4%);
- турки — 172 (1.3%)